# HD 38529
HD 38529 é uma estrela binária na constelação de Orion. Se encontra a cerca de 137 anos-luz da Terra.

## HD 38529 A
HD 38529 A é uma estrela amarela da sequência principal. Ela possui 1,39 vezes a massa solar, e 2,44 vezes a massa solar. Há três planetas extrassolares em sua órbita. Há também um disco de poeiras localizado a 86 UA.
| Planeta            | Massa          | Semieixo maior (UA) | Período orbital (dias) | Excentricidade |
| ------------------ | -------------- | ------------------- | ---------------------- | -------------- |
| b                  | 0,78 MJ        | 0,131 ± 0,0015      | 14,31 ± 0,0002         | 0,248 ± 0,007  |
| c                  | 17,7 MJ        | 3,695 ± 0,042       | 2134,76 ± 0,4          | 0,36 ± 0,003   |
| d (não confirmado) | 0,17 ± 0,06 MJ | 0,74 ± 0,14         | 193,9 ± 2,9            | 0,23 ± 0,13    |

## HD 38529 B
HD 38529 B é uma anã vermelha de tipo espectral M3.0V que possui o mesmo movimento próprio de HD 38529 A. Está a cerca de 12 042 da estrela primária.